# Joaquín de Arce Bodega
Joaquín de Arce Bodega (f. 1925) fue un pedagogo, periodista, archivero y bibliotecario español.

## Biografía
Habría nacido en torno a 1845. Natural de la localidad cántabra de Bárcena de Cicero, estudió en la Universidad Central. Fue redactor de El Fomento Literario entre 1863 y 1864 y director de El Preceptor, periódico de instrucción primaria que, según Ossorio y Bernard, empezó a publicarse en 1853 y seguía saliendo en 1870. Bibliotecario y archivero, fue subjefe de la Biblioteca del Senado, además de oficial de la secretaría de aquella institución y jefe superior de la Administración civil. Catedrático de lengua hebrea, decano del Círculo Filológico Matritense e interesado por las lenguas construidas, fue presidente del Círculo Volapükista Matritense y autor de la obra La Pasilalia. Trabó relación con L. L. Zamenhof, creador del esperanto, de cuya gramática, titulada Unua Libro, habría recibido tres copias originales. Habría fallecido en marzo de 1925.